# Azúcar Buena (Valledupar)
Azúcar Buena (también llamado La Mesa) es uno de los centros poblados del municipio colombiano de Valledupar, ubicada al nor-occidente junto al centro poblado Sabana Crespo, en la parte alta de las montañas de la Sierra Nevada de Santa Marta, en el departamento del Cesar.

## Geografía
Limita hacia el norte con el centro comunitario de Gun Aruwun (Sabana Crespo); al occidente con el Aty Kuakumuke (municipio de Pueblo Bello). Hacia el suroeste con el centro poblado Valencia de Jesús; hacia el oriente limita con la cabecera municipal y hacia el nor-oriente con la comunidad de Ikarwa, también conocido como Los Besotes (cuenca del Río Guatapurí).
El centro poblado Azúcar Buena también hace parte de la cuenca del río Guatapurí. Dos de los afluentes del río Guatapurí son el arroyo Calderas y el río Azúcar Buena, que atraviesan el centros poblados hasta desembocar en el Guatapurí.

## Historia
La región ha sido habitada desde la época precolombina por indígenas de la etnia Arhuaca. Los exploradores y colonizadores españoles llegaron a la región a inicios del siglo XVI. Los españoles intentaron imponer la evangelización de los pueblos indígenas de la Sierra Nevada. También impusieron regímenes de encomiendas.
Entre 1871 y 1886, el territorio que actualmente abarca Azúcar Buena fue parte del Territorio de la Sierra Nevada y Motilones administrado por el Gobierno Federal, pero bajo la jurisdicción del Estado Soberano del Magdalena. 
Por cientos de años los indígenas Arhuacos ya cultivaban la hoja de coca (Erythroxylum coca) que utilizaban para sus rituales ancestrales. A principios del siglo XIX, las plantas de marihuana, originaria de Asia, fue comercializada a nivel mundial como planta medicinal y luego prohibida a principios del siglo XX. Debido a las condiciones climáticas y el vasto territorio en su mayoría remoto, muchos campesinos a principios de la década de 1960 llegaron a la región de la Sierra Nevada escapando de La Violencia de la década de 1950 en Colombia, como el caso del Hernán Giraldo y el Cartel de Medellín en Santa Marta. El auge del consumo de drogas en Estados Unidos y Europa generó demanda de plantas de marihuana, la cual utilizaron los campesinos y marimberos de la Sierra Nevada para narcotraficar. Al mismo tiempo, surgieron las guerrillas comunistas de las FARC y ELN, durante la Guerra Fría como guerra subsidiaria de la Unión Soviética. Con el declive de la Unión Soviética a finales de 1980, las guerrillas se volcaron al negocio de la droga para sostener su guerra contra el Estado colombiano. Las guerrillas reclutaron forzosamente a varios indígenas de la Sierra Nevada. Los arhuacos de Azúcar Buena, al igual que otros indígenas de la Sierra Nevada sufrieron la presencia de las FARC con los frentes 19, 59 y 41 y el ELN con los frentes Manuel Martínez Quiroz, Camilo Torres Restrepo, Gustavo Palmesano Ojeda y el 6 de diciembre cometiendo secuestros, crímenes, robos, violaciones de mujeres y dejaron a muchos niños en la orfandad. En Azúcar Buena se estableció la guerrilla del ELN, que utilizó la zona como corredor de entrada a la Sierra Nevada.
El 5 de junio de 1991, Azúcar Buena fue convertido en centro poblado bajo Acuerdo Municipal 027, siendo alcalde de Valledupar, Aníbal Martínez Zuleta.
En octubre de 1999, los paramilitares del Bloque Norte de las AUC al mando de Rodrigo Tovar Pupo, alias 'Jorge 40' y su lugarteniente David Hernández Rojas, alias ‘39’, quien ejercería control desde La Mesa, empezaron a hacer presencia en la región de Azúcar Buena junto con 2 mil hombres con el fin de erradicar las guerrillas y montaron una base de operaciones en la finca El Mamón. Dos meses después un comando de las AUC al mando del paramilitar John Jairo Esquivel, alias ‘El Tigre’ cometió la primera masacre en La Mesa, ejecutando a seis personas.
El 10 de marzo de 2006, un grupo de 2.545 desmovilizados de las AUC, bajo el mando de Rodrigo Tovar Pupo, alias ‘Jorge 40’, realizaron una ceremonia en el centro poblado La Mesa en las que abandonaban las armas y su participación en el conflicto armado colombiano para integrarse a la vida civil. Por parte del Gobierno Nacional estuvo el Comisionado de Paz, Luis Carlos Restrepo. Los paramilitares entregaron 835 armas de fuego, 637 granadas, radios de comunicación e información acerca de 229 predios y testaferros en los departamentos de Magdalena, La Guajira, Cesar, Bolívar y Sucre. Tras la desmovilizaciones de los paramilitares junto a su máximo jefe, alias 'Jorge 40, los desplazados empezaron a regresar a sus pueblos y el Ejército y la Policía retomaron el control de la región.
El 20 de diciembre de 2008, durante la presidencia de Álvaro Uribe, fueron inaugurados dos nuevos pueblos indígenas de Arhuacos en la Sierra Nevada de Santa Marta: Seykun en Villa Germania (Sey: antes del sol de hoy Kun: padre espiritual)  y Umuriwa (Umu: aclarar,  Riwa: lugar) en Azúcar Buena.

### Veredas
Las siguientes son las veredas que está bajo el área de influencia del centro poblado Azúcar Buena (La Mesa):
- Las Mercedes
- Los Laureles
- La Colombia
- El Mamón
- La Montañita
- La Cuba Putumayo
- Tierras Nuevas
- Los Ceibotes
- Los Cominos de Tamacal
- Sabanitas
- El Palmar
- La Montaña

## Economía
Durante la alcaldía de Fredys Socarrás y bajo el acompañamiento del Programa de las Naciones Unidas para el Desarrollo se lleva a cabo una iniciativa para cultivar cacao, aguacate y plátano 
El pueblo también se ha convertido en sector turístico por sus bellos paisajes en la Sierra Nevada.